# Odivelas (freguesia)
Odivelas es una freguesia portuguesa del concelho de Odivelas, con 5,02 km² de superficie y 53.448 habitantes (2001). Su densidad de población es de 10 647,0 hab/km².

## Galería

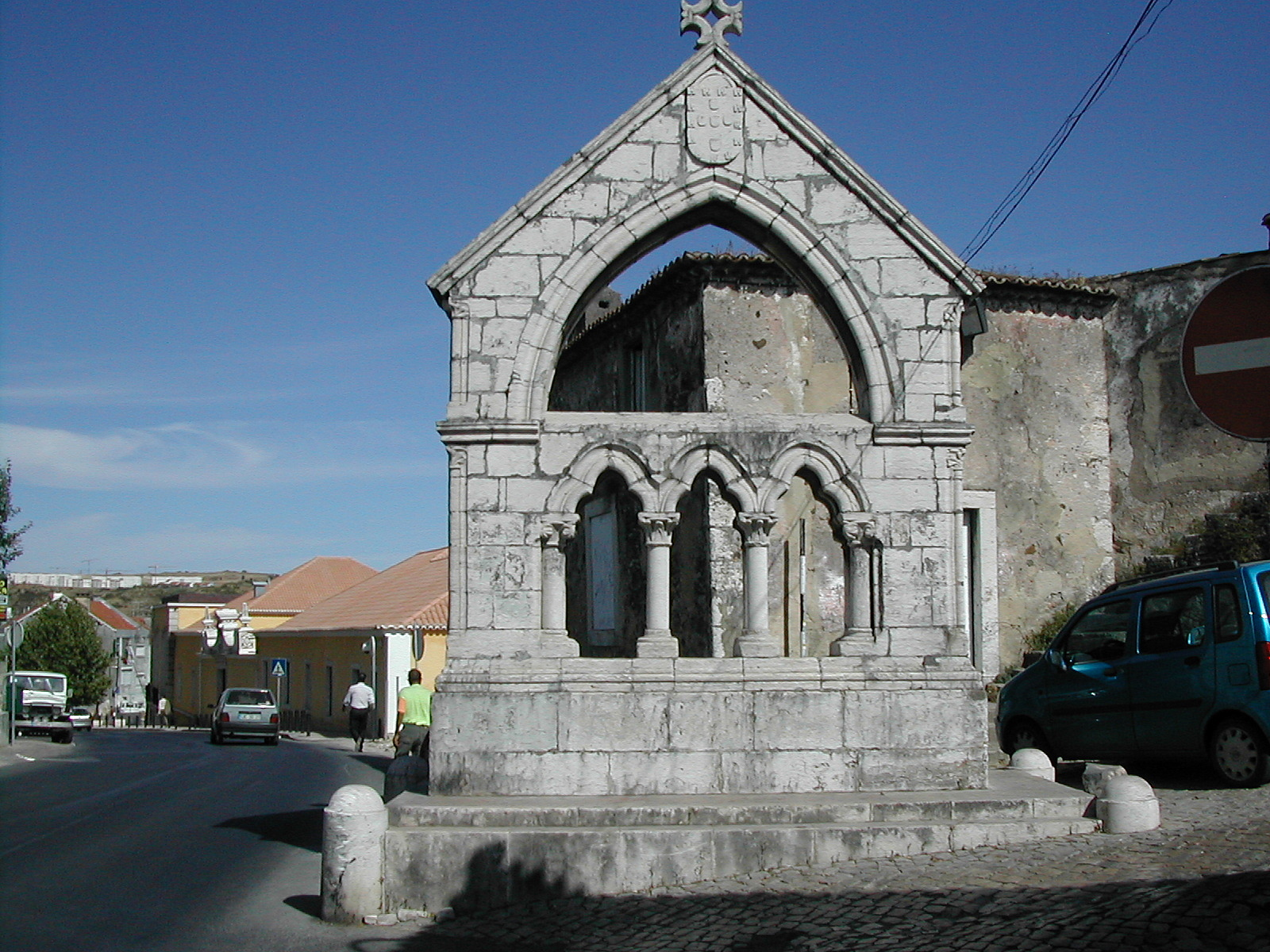
Memorial en Odivelas.